# العلاقات السنغالية السيشلية
العلاقات السنغالية السيشلية هي العلاقات الثنائية التي تجمع بين السنغال وسيشل.

## مقارنة بين البلدين
هذه مقارنة عامة ومرجعية للدولتين:
| وجه المقارنة                                              | السنغال                                              | سيشل                                                |
| --------------------------------------------------------- | ---------------------------------------------------- | --------------------------------------------------- |
| المساحة (كم2)                                             | 196.72 ألف                                           | 459                                                 |
| عدد السكان (نسمة)                                         | 15.85 مليون                                          | 95.84 ألف                                           |
| الكثافة السكانية (ن./كم²)                                 | 80.57                                                | 20.88 ألف                                           |
| العاصمة                                                   | داكار                                                | فيكتوريا                                            |
| اللغة الرسمية                                             | لغة فرنسية، اللغة الولوفية، باديارا ‏، اللغة البلنتية | لغة فرنسية، لغة إنجليزية، اللغة الكريولية السيشيلية |
| العملة                                                    | فرنك غرب أفريقي                                      | روبية سيشلية                                        |
| الناتج المحلي الإجمالي (بليون دولار)                      | 16.37 مليار                                          | 1.49 مليار                                          |
| الناتج المحلي الإجمالي (تعادل القوة الشرائية) بليون دولار | 36.62 مليار                                          | 2.54 مليار                                          |
| الناتج المحلي الإجمالي الاسمي للفرد دولار أمريكي          | 899                                                  | 15.48 ألف                                           |
| الناتج المحلي الإجمالي للفرد دولار أمريكي                 | 2.33 ألف                                             | 26.42 ألف                                           |
| مؤشر التنمية البشرية                                      | 0.466                                                | 0.772                                               |
| رمز المكالمات الدولي                                      | +221                                                 | +248                                                |
| رمز الإنترنت                                              | .sn                                                  | .sc                                                 |
| المنطقة الزمنية                                           | 00                                                   | ت ع م+04:00                                         |

## منظمات دولية مشتركة
يشترك البلدان في عضوية مجموعة من المنظمات الدولية، منها:
| علم المنظمة | اسم المنظمة                                 | تاريخ انضمام السنغال | تاريخ انضمام سيشل |
| ----------- | ------------------------------------------- | -------------------- | ----------------- |
|             | يونسكو                                      | 10 نوفمبر 1960       | 18 أكتوبر 1976    |
|             | وكالة ضمان الاستثمار متعدد الأطراف          | 12 أبريل 1988        | 15 سبتمبر 1992    |
|             | الأمم المتحدة                               | 28 سبتمبر 1960       | 21 سبتمبر 1976    |
|             | مجموعة دول أفريقيا والكاريبي والمحيط الهادئ | ?                    | ?                 |
|             | الفريق المعني برصد الأرض                    | ?                    | ?                 |
|             | الاتحاد البريدي العالمي                     | ?                    | ?                 |
|             | البنك الدولي للإنشاء والتعمير               | 31 أغسطس 1962        | 29 سبتمبر 1980    |
|             | الاتحاد الدولي للاتصالات                    | 15 نوفمبر 1960       | 17 سبتمبر 1999    |
|             | منظمة حظر الأسلحة الكيميائية                | ?                    | 29 أبريل 1997     |
|             | مؤسسة التمويل الدولية                       | 31 أغسطس 1962        | 11 يونيو 1981     |
|             | المركز الدولي لتسوية المنازعات الاستشارية   | 21 مايو 1967         | 19 أبريل 1978     |
|             | منظمة الشرطة الجنائية الدولية               | ?                    | 1 سبتمبر 1977     |
|             | الاتحاد الأفريقي                            | ?                    | ?                 |
|             | البنك الإفريقي للتنمية                      | ?                    | ?                 |

## وصلات خارجية
- موقع وزارة الخارجية السنغالية
- موقع وزارة الخارجية السيشلية